# Каспар фон Фрайберг
Каспар фон Фрайберг (на немски: Kaspar von Freyberg; † 10 август 1648) е фрайхер от швабския род фон Фрайберг, господар на Алтхайм, Алмендинген и Ворндорф (част от Нойхаузен об Ек) в Баден-Вюртемберг.
През 1412 г. съществува замък Алтхайм. Бароните фон Фрайберг построяват дворец в Алтхайм от 1701 до пр. 1706 г.

## Фамилия
Каспар фон Фрайберг се жени (договор 24 август 1615 г. в Остерберг) с Анна Регина фон Рехберг († 1659, Елванген), вдовица на имперски фрайхер Йохан Вилхелм фон Рехберг († 1 януари 1614), дъщеря на фрайхер Беро II фон Рехберг († 1623) и Валбурга фон Есендорф († 1613). Те имат един син:
- Йохан Кристоф фон Фрайберг (* 28 септември 1616, Алтхайм; † 1 април 1690, дворец Дилинген ан дер Донау), княз-пропст на Елванген (1660 – 1674) и княз-епископ на Аугсбург (1665 – 1690)